# Кокоричи (Копыльский район)
Кокоричи (бел. Како́рычы) — деревня в Копыльском районе Минской области Беларуси. Входит в состав Потейковского сельсовета.

## География
Пролегает дорога Н-8568.
Ближайшие населённые пункты Богуши, Степуры, Якубовичи и др.

### Гидрография
Рядом протекает река Чайка.

## История
В 1908 году в Тимковичской волости Слуцкого уезда Минской губернии.

## Население

### Численность
- 2019 год — 24 жителей

### Динамика
- 1908 год — 74 жителей, 15 дворов (фольварок)[2]
- 2009 год — 49 жителей (перепись населения)[2]
- 2019 год — 24 жителей (перепись населения)

## Улицы
- Парковая
- Центральная

## Достопримечательность
- Усадебно-парковый комплекс Пашкевичей. Парк.
- Воинский памятник.
- ДОТ.